# Superliga de voleibol 2010-11
La Superliga masculina de voleibol de España 2010-11 fue el XLVII torneo de la máxima categoría de liga del voleibol español. El CAI Teruel obtuvo el campeonato, tercero consecutivo de los turolenses, tras vencer en el play off final por 3 a 1 al Unicaja Almería.
El Tenerife Sur y el Ortodent Caravaca ocuparon las dos plazas de descenso a la Superliga 2.

## Sistema de competición
El torneo se disputó entre 12 equipos por sistema de liga a doble vuelta entre el 23 de octubre de 2010 y el 26 de marzo de 2011 y un play-off final de tres rondas entre los ocho primeros clasificado en la primera fase. La ronda de cuartos de final fue al mejor de 3 partidos, con ventaja de campo para los equipos mejor clasificados en la ronda liguera. Las semifinales y final se disputaron por idéntico sistema pero a cinco partidos. Así pues el ganador de esta última ronda fue el campeón de la competición.
Por otro lado los dos últimos clasificados descenderán a la Superliga 2. Asimismo los equipos que se encuentren entre los 8 primeros clasificados al término de la primera vuelta disputarán la Copa del Rey.

## Equipos
| Nombre                      | Sede                      | Región           | Pabellón                             |
| --------------------------- | ------------------------- | ---------------- | ------------------------------------ |
| CAI Voleibol Teruel         | Teruel                    | Aragón           | Pabellón Municipal Los Planos        |
| Unicaja Almería             | Almería                   | Andalucía        | Palacio de Deportes Mediterráneo     |
| Tarragona SPSP              | Tarragona                 | Cataluña         | Pabellón Club Gimnástic              |
| Palma Volley                | Palma de Mallorca         | Baleares         | Polideportivo Toni Piza              |
| FC Barcelona                | Barcelona                 | Cataluña         | Pabellón del Valle de Hebrón         |
| 7 Islas Vecindario          | Vecindario (Gran Canaria) | Canarias         | Pabellón Deportes de Santa Lucía     |
| Ciudad Medio Ambiente Soria | Soria                     | Castilla y León  | Pabellón Polideportivo Los Pajaritos |
| Club Voleibol Caravaca      | Caravaca (Murcia)         | Región de Murcia | Pabellón Juan Antonio Corbalán       |
| Tenerife Sur                | Arona (Tenerife)          | Canarias         | Pabellón Jesús Domínguez Grillo      |
| Multicaja Fábregas Sport    | Zaragoza                  | Aragón           | CDM Siglo XXI                        |
| Club Vigo Voleibol          | Vigo (Pontevedra)         | Galicia          | Pabellón Municipal de Coia           |
| Cajasol - Juvasa            | Dos Hermanas (Sevilla)    | Andalucía        | Los Montecillos                      |

## Clasificación liga regular
| Pos | Equipo                      | Pts. | J 1 | J 2 | J 3 | J 4 | J 5 | J 6 | J 7 | J 8 | J 9 | J 1 0 | J 1 | J 1 2 | J 1 3 | J 1 4 | J 1 5 | J 1 6 | J 1 7 | J 1 8 | J 1 9 | J 2 0 | J 2 1 | J 2 |
| --- | --------------------------- | ---- | --- | --- | --- | --- | --- | --- | --- | --- | --- | ----- | --- | ----- | ----- | ----- | ----- | ----- | ----- | ----- | ----- | ----- | ----- | --- |
| 1   | Unicaja Almería             | 55   | 3   | 1   | 3   | 3   | 2   | 3   | 3   | 3   | 3   | 2     | 2   | 3     | 3     | 3     | 3     | 3     | 3     | 0     | 3     | 3     | 3     | 0   |
| 2   | CAI Voleibol Teruel         | 54   | 2   | 3   | 3   | 3   | 3   | 0   | 3   | 3   | 2   | 1     | 3   | 3     | 0     | 3     | 3     | 3     | 2     | 2     | 3     | 3     | 3     | 3   |
| 3   | FC Barcelona                | 49   | 0   | 0   | 3   | 3   | 3   | 0   | 3   | 0   | 3   | 2     | 3   | 0     | 3     | 3     | 2     | 3     | 3     | 3     | 3     | 3     | 3     | 3   |
| 4   | Ciudad Medio Ambiente Soria | 48   | 3   | 3   | 3   | 3   | 1   | 3   | 1   | 3   | 0   | 3     | 2   | 3     | 3     | 3     | 3     | 0     | 1     | 3     | 1     | 0     | 3     | 3   |
| 5   | Palma Volley                | 40   | 3   | 2   | 0   | 3   | 0   | 2   | 3   | 3   | 3   | 2     | 2   | 2     | 0     | 0     | 3     | 0     | 3     | 3     | 3     | 2     | 0     | 1   |
| 6   | Cajasol Juvasa              | 28   | 2   | 2   | 0   | 0   | 3   | 3   | 0   | 3   | 3   | 0     | 3   | 3     | 1     | 0     | 0     | 1     | 0     | 0     | 0     | 3     | 1     | 0   |
| 7   | Tarragona SPiSP             | 25   | 1   | 0   | 0   | 2   | 1   | 2   | 0   | 0   | 0   | 1     | 1   | 0     | 3     | 0     | 2     | 3     | 3     | 3     | 0     | 0     | 3     | 0   |
| 8   | 7 Islas Vecindario          | 24   | 1   | 3   | 0   | 0   | 0   | 3   | 2   | 0   | 3   | 0     | 1   | 0     | 0     | 0     | 0     | 2     | 3     | 0     | 0     | 3     | 0     | 3   |
| 9   | Multicaja Fábregas Sport    | 23   | 3   | 3   | 0   | 0   | 0   | 0   | 0   | 0   | 0   | 3     | 1   | 3     | 0     | 2     | 0     | 0     | 0     | 0     | 2     | 1     | 2     | 3   |
| 10  | Uorsa Vigo                  | 22   | 0   | 1   | 3   | 0   | 3   | 1   | 3   | 0   | 1   | 3     | 0   | 1     | 2     | 1     | 0     | 0     | 0     | 3     | 0     | 0     | 0     | 0   |
| 11  | Tenerife Sur                | 21   | 0   | 0   | 3   | 1   | 0   | 0   | 0   | 3   | 0   | 1     | 0   | 0     | 0     | 3     | 1     | 3     | 0     | 1     | 3     | 0     | 0     | 2   |
| 12  | Ortodent Caravaca 2010      | 7    | 0   | 0   | 0   | 0   | 2   | 1   | 0   | 0   | 0   | 0     | 0   | 0     | 3     | 0     | 1     | 0     | 0     | 0     | 0     | 0     | 0     | 0   |

Pts = Puntos; J = Jornada
|  | Juega play-off por el título. |
|  | Desciende a Superliga 2.      |

- A partir de la temporada 2009-2010 se implantó un nuevo sistema de puntuación en el que en las victorias por 3-0 y 3-1 se otorgan 3 puntos al vencedor y 0 al perdedor, mientras que en las victorias por 3-2 se otorgan 2 puntos al vencedor y 1 al perdedor.

### Evolución de la clasificación
| Equipo / Jornada         | 01 | 02 | 03 | 04 | 05 | 06 | 07 | 08 | 09 | 10 | 11 | 12 | 13 | 14 | 15 | 16 | 17 | 18 | 19 | 20 | 21 | 22 |
| ------------------------ | -- | -- | -- | -- | -- | -- | -- | -- | -- | -- | -- | -- | -- | -- | -- | -- | -- | -- | -- | -- | -- | -- |
| Unicaja Almería          | 1  | 6  | 3  | 3  | 3  | 2  | 1  | 1  | 1  | 1  | 1  | 1  | 1  | 1  | 1  | 1  | 1  | 1  | 1  | 1  | 1  | 1  |
| CAI Voleibol Teruel      | 6  | 4  | 2  | 2  | 1  | 3  | 2  | 2  | 2  | 2  | 2  | 2  | 3  | 3  | 3  | 2  | 2  | 2  | 2  | 2  | 2  | 2  |
| FC Barcelona             | 12 | 12 | 10 | 6  | 4  | 6  | 5  | 6  | 6  | 5  | 5  | 6  | 5  | 4  | 5  | 4  | 4  | 4  | 4  | 3  | 3  | 3  |
| Ciudad M. Ambiente Soria | 4  | 1  | 1  | 1  | 2  | 1  | 3  | 3  | 3  | 3  | 3  | 3  | 2  | 2  | 2  | 3  | 3  | 3  | 3  | 4  | 4  | 4  |
| Palma Volley             | 2  | 3  | 5  | 4  | 5  | 4  | 4  | 4  | 4  | 4  | 4  | 4  | 4  | 5  | 4  | 5  | 5  | 5  | 5  | 5  | 5  | 5  |
| Cajasol Juvasa           | 5  | 5  | 6  | 7  | 6  | 5  | 7  | 5  | 5  | 6  | 6  | 5  | 6  | 6  | 6  | 6  | 6  | 6  | 6  | 6  | 6  | 6  |
| Tarragona SPiSP          | 8  | 9  | 11 | 11 | 10 | 9  | 9  | 10 | 10 | 11 | 10 | 10 | 10 | 10 | 10 | 8  | 7  | 7  | 7  | 7  | 7  | 7  |
| 7 Islas Vecindario       | 7  | 7  | 7  | 8  | 9  | 8  | 8  | 8  | 7  | 8  | 8  | 8  | 8  | 9  | 9  | 9  | 9  | 9  | 10 | 9  | 9  | 8  |
| Multicaja Fábregas Sport | 3  | 2  | 4  | 5  | 8  | 10 | 10 | 11 | 11 | 9  | 9  | 9  | 9  | 8  | 8  | 10 | 10 | 11 | 11 | 11 | 10 | 9  |
| Uorsa Vigo               | 11 | 8  | 8  | 10 | 7  | 7  | 6  | 7  | 8  | 7  | 7  | 7  | 7  | 7  | 7  | 7  | 8  | 8  | 8  | 8  | 8  | 10 |
| Tenerife Sur             | 9  | 10 | 9  | 9  | 11 | 11 | 11 | 9  | 9  | 10 | 11 | 11 | 11 | 11 | 11 | 11 | 11 | 10 | 9  | 10 | 11 | 11 |
| Ortodent Caravaca 2010   | 10 | 11 | 12 | 12 | 12 | 12 | 12 | 12 | 12 | 12 | 12 | 12 | 12 | 12 | 12 | 12 | 12 | 12 | 12 | 12 | 12 | 12 |

## Play-off
|  | Cuartos de final                    | Cuartos de final                    |                          |                 | Semifinales                                                       | Semifinales                                                       |  |                 | Final                                                      | Final                                                      |  |
|  | 2 de abril 8 de abril 9 de abril(*) | 2 de abril 8 de abril 9 de abril(*) |                          |                 | 16 de abril 17 de abril 22 de abril 23 de abril(*) 26 de abril(*) | 16 de abril 17 de abril 22 de abril 23 de abril(*) 26 de abril(*) |  |                 | 30 de abril 1 de mayo 7 de mayo 8 de mayo(*) 12 de mayo(*) | 30 de abril 1 de mayo 7 de mayo 8 de mayo(*) 12 de mayo(*) |  |
|  |                                     |                                     |                          |                 |                                                                   |                                                                   |  |                 |                                                            |                                                            |  |
|  |                                     |                                     |                          |                 |                                                                   |                                                                   |  |                 |                                                            |                                                            |  |
|  | Unicaja Almería                     | 2                                   |                          |                 |                                                                   |                                                                   |  |                 |                                                            |                                                            |  |
|  | Unicaja Almería                     | 2                                   |                          |                 |                                                                   |                                                                   |  |                 |                                                            |                                                            |  |
|  | 7 Islas Vecindario                  | 0                                   |                          |                 |                                                                   |                                                                   |  |                 |                                                            |                                                            |  |
|  | 7 Islas Vecindario                  | 0                                   |                          | Unicaja Almería | 3                                                                 |                                                                   |  |                 |                                                            |                                                            |  |
|  |                                     |                                     |                          | Unicaja Almería | 3                                                                 |                                                                   |  |                 |                                                            |                                                            |  |
|  |                                     |                                     | Ciudad M. Ambiente Soria | 0               |                                                                   |                                                                   |  |                 |                                                            |                                                            |  |
|  | Ciudad M. Ambiente Soria            | 2                                   | Ciudad M. Ambiente Soria | 0               |                                                                   |                                                                   |  |                 |                                                            |                                                            |  |
|  | Ciudad M. Ambiente Soria            | 2                                   |                          |                 |                                                                   |                                                                   |  |                 |                                                            |                                                            |  |
|  | Palma Volley                        | 1                                   |                          |                 |                                                                   |                                                                   |  |                 |                                                            |                                                            |  |
|  | Palma Volley                        | 1                                   |                          |                 |                                                                   |                                                                   |  | Unicaja Almería | 1                                                          |                                                            |  |
|  |                                     |                                     |                          |                 |                                                                   |                                                                   |  | Unicaja Almería | 1                                                          |                                                            |  |
|  |                                     |                                     | CAI Voleibol Teruel      | 3               |                                                                   |                                                                   |  |                 |                                                            |                                                            |  |
|  | FC Barcelona                        | 2                                   | CAI Voleibol Teruel      | 3               |                                                                   |                                                                   |  |                 |                                                            |                                                            |  |
|  | FC Barcelona                        | 2                                   |                          |                 |                                                                   |                                                                   |  |                 |                                                            |                                                            |  |
|  | Cajasol Juvasa                      | 1                                   |                          |                 |                                                                   |                                                                   |  |                 |                                                            |                                                            |  |
|  | Cajasol Juvasa                      | 1                                   |                          | FC Barcelona    | 0                                                                 |                                                                   |  |                 |                                                            |                                                            |  |
|  |                                     |                                     |                          | FC Barcelona    | 0                                                                 |                                                                   |  |                 |                                                            |                                                            |  |
|  |                                     |                                     | CAI Voleibol Teruel      | 3               |                                                                   |                                                                   |  |                 |                                                            |                                                            |  |
|  | CAI Voleibol Teruel                 | 2                                   | CAI Voleibol Teruel      | 3               |                                                                   |                                                                   |  |                 |                                                            |                                                            |  |
|  | CAI Voleibol Teruel                 | 2                                   |                          |                 |                                                                   |                                                                   |  |                 |                                                            |                                                            |  |
|  | Tarragona SPiSP                     | 0                                   |                          |                 |                                                                   |                                                                   |  |                 |                                                            |                                                            |  |
|  | Tarragona SPiSP                     | 0                                   |                          |                 |                                                                   |                                                                   |  |                 |                                                            |                                                            |  |
|  |                                     |                                     |                          |                 |                                                                   |                                                                   |  |                 |                                                            |                                                            |  |

(*) Si fueran necesarios
| Campeón de Superliga 2010-11 |
| ---------------------------- |
| CAI Voleibol Teruel          |

## Jugadores

### MVP y siete ideal por jornada
Esta tabla muestra los jugadores que cada jornada la RFEVB designa como jugador más valioso (MVP) y como miembro del siete ideal.
| Jugador                | Origen               | Club                     | MVP | 7 id. | 01 | 02 | 03 | 04 | 05 | 06 | 07 | 08 | 09 | 10 | 11 | 12 | 13 | 14 | 15 | 16 | 17 | 18 | 19 | 20 | 21 | 22 |
| ---------------------- | -------------------- | ------------------------ | --- | ----- | -- | -- | -- | -- | -- | -- | -- | -- | -- | -- | -- | -- | -- | -- | -- | -- | -- | -- | -- | -- | -- | -- |
| Thiago de Souza        | Brasil               | Multicaja Fábregas Sport | 2   | 3     | M  | *  |    |    |    |    |    |    |    |    |    |    |    |    |    |    |    |    | M  |    |    |    |
| Christian L. Imhoff    | Argentina            | Tarragona SP i SP        | 2   | 2     |    |    |    | M  |    |    |    |    |    |    |    |    | M  |    |    |    |    |    |    |    |    |    |
| Pedro Rangel           | México               | Palma Volley             | 2   | 2     |    | M  |    |    |    |    |    |    | M  |    |    |    |    |    |    |    |    |    |    |    |    |    |
| Nico Freriks           | Países Bajos         | Unicaja Almería          | 1   | 6     |    |    | M  |    | *  |    |    |    |    | *  |    | *  | *  |    | *  |    |    |    |    |    |    |    |
| Marcos Dreyer          | Brasil               | Palma Volley             | 1   | 5     |    |    |    |    |    |    |    |    |    | *  | *  | M  |    |    |    |    |    |    |    | *  | *  |    |
| Adolfo Chaso           | España               | Club Voleibol Vigo       | 1   | 4     |    | *  | *  |    |    |    |    |    |    | M  |    |    | *  |    |    |    |    |    |    |    |    |    |
| Francisco J. Ruiz      | España               | Cajasol Juvasa           | 1   | 4     |    | *  |    |    | *  |    |    |    |    |    | M  |    |    |    |    |    |    |    |    |    |    | *  |
| Ibán Pérez             | España               | Unicaja Almería          | 1   | 4     |    |    |    |    | M  |    |    |    |    | *  | *  | *  |    |    |    |    |    |    |    |    |    |    |
| Julián García-Torres   | España               | CAI Voleibol Teruel      | 1   | 2     |    |    |    |    |    |    | *  |    |    |    |    |    |    |    |    |    | M  |    |    |    |    |    |
| Sergi Arranz           | España               | F.C. Barcelona           | 1   | 2     |    |    |    |    |    |    |    |    |    |    |    |    |    |    |    |    | *  |    |    | M  |    |    |
| Vicente Ferrández      | España               | 7 Islas Vecindario       | 1   | 2     | *  |    |    |    |    |    | M  |    |    |    |    |    |    |    |    |    |    |    |    |    |    |    |
| Vlado Stevovski        | Macedonia del Norte  | Tarragona SP i SP        | 1   | 2     |    |    |    | *  |    |    |    |    |    |    |    |    |    |    |    |    |    | M  |    |    |    |    |
| Daniel Rocamora        | España               | Ciudad M. Ambiente Soria | 1   | 1     |    |    |    |    |    |    |    |    |    |    |    |    |    |    |    |    |    |    |    |    | M  |    |
| José Miguel Cáceres    | República Dominicana | CAI Voleibol Teruel      | 1   | 1     |    |    |    |    |    |    |    |    |    |    |    |    |    |    |    |    |    |    |    |    |    | M  |
| Juan C. Barcala        | España               | 7 Islas Vecindario       | 1   | 1     |    |    |    |    |    |    |    |    |    |    |    |    |    |    | M  |    |    |    |    |    |    |    |
| Miguel Ángel de Amo    | España               | Cajasol Juvasa           | 1   | 1     |    |    |    |    |    | M  |    |    |    |    |    |    |    |    |    |    |    |    |    |    |    |    |
| Jorge Fernández        | España               | Palma Volley             |     | 6     | *  |    |    |    |    |    |    |    | *  |    | *  |    |    |    | *  |    |    | *  |    |    |    | *  |
| Eduardo Rodríguez      | España               | Club Voleibol Vigo       |     | 5     |    |    | *  |    |    |    |    |    |    | *  |    |    | *  |    |    |    |    | *  | *  |    |    |    |
| Tomás A. Aguilera      | México               | Cajasol Juvasa           |     | 5     |    | *  | *  |    | *  |    |    |    | *  |    |    | *  |    |    |    |    |    |    |    |    |    |    |
| Alberto Salas          | España               | Unicaja Almería          |     | 4     |    | *  |    |    | *  | *  | *  |    |    |    |    |    |    |    |    |    |    |    |    |    |    |    |
| Juan M. Guerrero       | España               | Club Voleibol Vigo       |     | 4     |    |    |    |    |    |    |    |    |    |    |    |    | *  |    |    |    | *  | *  | *  |    |    |    |
| Nicolás Ronchi         | Uruguay              | 7 Islas Vecindario       |     | 4     | *  |    |    |    |    |    | *  |    |    |    |    |    |    |    | *  |    | *  |    |    |    |    |    |
| Alejandro Fernández    | España               | 7 Islas Vecindario       |     | 3     |    |    |    |    |    |    |    |    |    |    | *  |    |    |    |    |    | *  |    |    |    |    | *  |
| Gustavo Delgado        | España               | Unicaja Almería          |     | 3     | *  |    |    |    | *  |    |    |    |    |    | *  |    |    |    |    |    |    |    |    |    |    |    |
| Iñaki Bescós           | España               | Tarragona SP i SP        |     | 3     | *  |    |    |    |    |    | *  |    |    |    |    | *  |    |    |    |    |    |    |    |    |    |    |
| Víctor Batista         | República Dominicana | CAI Voleibol Teruel      |     | 3     |    |    | *  |    |    |    |    |    |    | *  |    |    |    |    |    |    |    | *  |    |    |    |    |
| Aarón Gámiz            | España               | F.C. Barcelona           |     | 2     |    |    |    |    |    |    |    |    |    |    |    |    |    |    | *  |    |    |    |    | *  |    |    |
| Ángel Galindo          | España               | F.C. Barcelona           |     | 2     |    |    |    |    |    |    |    |    |    |    |    |    |    |    |    |    |    |    | *  |    | *  |    |
| David Smith            | Estados Unidos       | Unicaja Almería          |     | 2     |    |    | *  |    |    |    |    |    |    |    |    |    |    |    |    |    |    |    |    | *  |    |    |
| Francisco J. Rodríguez | España               | F.C. Barcelona           |     | 2     |    |    |    |    |    |    | *  |    |    |    |    |    |    |    |    |    |    |    |    | *  |    |    |
| Hudson Rocha           | Brasil               | Ortodent Caravaca 2010   |     | 2     |    |    |    |    |    |    |    |    |    |    |    |    |    |    |    |    | *  | *  |    |    |    |    |
| Jesús Rangel           | España               | Palma Volley             |     | 2     |    |    |    |    |    | *  |    |    |    |    |    | *  |    |    |    |    |    |    |    |    |    |    |
| José Luis Moltó        | España               | Ciudad M. Ambiente Soria |     | 2     | *  |    |    |    |    |    |    |    |    |    |    |    | *  |    |    |    |    |    |    |    |    |    |
| José Miguel Sugrañes   | España               | F.C. Barcelona           |     | 2     |    |    |    | *  |    | *  |    |    |    |    |    |    |    |    |    |    |    |    |    |    |    |    |
| Luis Antonio Arias     | Venezuela            | Cajasol Juvasa           |     | 2     |    |    |    |    |    | *  |    |    | *  |    |    |    |    |    |    |    |    |    |    |    |    |    |
| Manuel de Amo          | España               | Ortodent Caravaca 2010   |     | 2     |    | *  |    |    |    | *  |    |    |    |    |    |    |    |    |    |    |    |    |    |    |    |    |
| Marc Altayó            | España               | Ciudad M. Ambiente Soria |     | 2     |    |    |    |    |    |    |    |    |    |    |    |    |    |    |    |    | *  |    | *  |    |    |    |
| Nathan French          | Reino Unido          | Tenerife Sur             |     | 2     |    |    |    | *  |    |    |    |    |    |    |    |    |    |    |    |    |    |    |    |    |    | *  |
| Sergiu Stancu          |                      | 7 Islas Vecindario       |     | 2     |    |    |    |    |    |    |    |    |    |    |    |    |    |    |    |    |    | *  |    |    |    | *  |
| Víctor Viciana         | España               | Multicaja Fábregas Sport |     | 2     |    |    |    |    |    |    |    |    |    |    |    |    |    |    |    |    |    |    | *  |    | *  |    |
| Alfonso Flores Peña    | España               | Ciudad M. Ambiente Soria |     | 1     |    |    |    |    |    |    |    |    |    |    | *  |    |    |    |    |    |    |    |    |    |    |    |
| Andy Rojas             | Venezuela            | CAI Voleibol Teruel      |     | 1     |    |    |    | *  |    |    |    |    |    |    |    |    |    |    |    |    |    |    |    |    |    |    |
| Borja Ruiz             | España               | Ortodent Caravaca 2010   |     | 1     |    |    |    |    |    |    |    |    |    |    |    |    | *  |    |    |    |    |    |    |    |    |    |
| Diego F. Guardiano     | Brasil               | Multicaja Fábregas Sport |     | 1     |    |    |    |    |    |    |    |    |    |    |    |    |    |    |    |    |    |    |    |    | *  |    |
| Douglas Souza Duarte   |                      | Tarragona SP i SP        |     | 1     |    |    |    |    |    |    |    |    |    |    |    |    |    |    |    |    |    |    |    |    | *  |    |
| Francesc Llenas        | España               | Unicaja Almería          |     | 1     |    |    |    |    |    |    |    |    |    |    |    |    |    |    |    |    |    |    |    |    | *  |    |
| Guillermo Hernán       | España               | CAI Voleibol Teruel      |     | 1     |    |    |    |    |    |    |    |    |    |    |    |    |    |    |    |    |    |    |    |    |    | *  |
| Harold Ramírez         | Colombia             | 7 Islas Vecindario       |     | 1     |    |    |    |    |    |    |    |    | *  |    |    |    |    |    |    |    |    |    |    |    |    |    |
| Haroldo Lino da Silva  | Brasil               | Tenerife Sur             |     | 1     |    |    |    |    |    |    |    |    |    |    |    |    |    |    | *  |    |    |    |    |    |    |    |
| Humberto Machacón      | Colombia             | CAI Voleibol Teruel      |     | 1     |    |    |    |    |    |    |    |    |    |    |    |    |    |    |    |    |    |    | *  |    |    |    |
| José Antonio Casilla   | España               | Ciudad M. Ambiente Soria |     | 1     |    |    |    |    |    | *  |    |    |    |    |    |    |    |    |    |    |    |    |    |    |    |    |
| Lioví José Lamus       | Venezuela            | Tenerife Sur             |     | 1     |    |    | *  |    |    |    |    |    |    |    |    |    |    |    |    |    |    |    |    |    |    |    |
| Mario Segura           | España               | Cajasol Juvasa           |     | 1     |    |    |    |    |    |    |    |    |    |    |    | *  |    |    |    |    |    |    |    |    |    |    |
| Marlon Palharini       | España               | Ciudad M. Ambiente Soria |     | 1     |    |    |    |    |    |    |    |    | *  |    |    |    |    |    |    |    |    |    |    |    |    |    |
| Martín Carinelli       | España               | Palma Volley             |     | 1     |    |    |    |    |    |    |    |    | *  |    |    |    |    |    |    |    |    |    |    |    |    |    |
| Martín Efrón           | Argentina            | CAI Voleibol Teruel      |     | 1     |    |    |    | *  |    |    |    |    |    |    |    |    |    |    |    |    |    |    |    |    |    |    |
| Matthew Denmark        | Estados Unidos       | Multicaja Fábregas Sport |     | 1     |    |    |    |    |    |    |    |    |    | *  |    |    |    |    |    |    |    |    |    |    |    |    |
| Máximo Montoya         | Venezuela            | Palma Volley             |     | 1     |    |    |    |    |    |    |    |    |    |    |    |    |    |    |    |    |    |    |    | *  |    |    |
| Raúl Muñoz             | España               | Palma Volley             |     | 1     |    |    |    |    |    |    |    |    |    |    |    |    |    |    | *  |    |    |    |    |    |    |    |
| Samuel Moisenco        | Estados Unidos       | Tenerife Sur             |     | 1     |    |    |    | *  |    |    |    |    |    |    |    |    |    |    |    |    |    |    |    |    |    |    |
| Sebastián Gevert       | Chile                | Palma Volley             |     | 1     |    |    |    |    |    |    |    |    |    |    |    |    |    |    |    |    |    |    |    | *  |    |    |
| Semidán Deniz          | España               | 7 Islas Vecindario       |     | 1     |    |    |    |    |    |    | *  |    |    |    |    |    |    |    |    |    |    |    |    |    |    |    |
| Zebenzuí Jorge         | España               | Tenerife Sur             |     | 1     |    |    |    |    | *  |    |    |    |    |    |    |    |    |    |    |    |    |    |    |    |    |    |

### Mejores anotadores
En esta sección aparecen los 10 jugadores con mejor promedio de puntos por set disputado, según las estadísticas de los partidos publicadas por la RFEVB. Para ello es preciso que el jugador haya disputado al menos dos sets por partido.
| Jugador              | Origen               | Club                        | Pts. | Sets | P.P.S. | 01 | 02 | 03 | 04 | 05 | 06 | 07 | 08 | 09 | 10 | 11 | 12 | 13 | 14 | 15 | 16 | 17 | 18 | 19 | 20 | 21 | 22 |
| -------------------- | -------------------- | --------------------------- | ---- | ---- | ------ | -- | -- | -- | -- | -- | -- | -- | -- | -- | -- | -- | -- | -- | -- | -- | -- | -- | -- | -- | -- | -- | -- |
| Thiago de Souza      | Brasil               | Multicaja Fábregas Sport    | 454  | 82   | 5,537  | 29 | 27 | 10 | 16 | 13 | 34 | 16 | 26 | 13 | 23 | 25 | 15 | 12 | 36 | 14 | 24 | 18 | 20 | 25 | 24 | 24 | 10 |
| Gustavo Saucedo      | España               | FC Barcelona                | 370  | 70   | 5,286  | 9  | 22 | 18 | 23 | 16 | 23 | 10 | 15 | 21 |    | 14 | 24 | 14 | 11 | 23 | 22 | 19 | 18 | 21 | 18 | 14 | 15 |
| Cristian Luis Imhoff | Argentina            | Tarragona SP i SP           | 403  | 79   | 5,101  | 20 | 15 | 10 | 38 | 17 | 16 | 14 | 7  | 20 |    | 24 | 13 | 26 | 17 | 32 | 18 | 19 | 28 | 17 | 19 | 19 | 14 |
| José Mi. Cáceres     | República Dominicana | CAI Voleibol Teruel         | 358  | 74   | 4,838  | 29 | 16 | 24 | 17 | 18 | 18 | 7  | 14 | 17 | 22 | 9  | 14 | 10 | 25 | 3  | 23 | 11 | 30 |    | 14 | 19 | 18 |
| Ibán Pérez           | España               | Unicaja Almería             | 329  | 73   | 4,507  | 9  | 22 | 18 | 9  | 26 | 19 | 9  | 20 |    | 21 | 22 | 22 | 23 | 18 |    | 26 | 12 |    | 17 | 12 |    | 12 |
| Luis Antonio Arias   | Venezuela            | Cajasol Juvasa              | 366  | 82   | 4,463  | 14 | 17 | 15 | 20 | 15 | 23 | 7  | 15 | 24 | 10 | 15 | 15 | 20 | 22 | 11 | 30 | 14 | 18 | 9  | 8  | 26 | 18 |
| Daniel Rocamora      | España               | Ciudad Medio Ambiente Soria | 351  | 81   | 4,333  | 17 | 12 | 14 | 17 | 19 | 15 | 27 | 13 | 9  | 13 | 24 | 18 | 16 | 10 | 14 | 11 | 21 | 12 | 30 | 10 | 18 | 11 |
| Liovi José Lamus     | Venezuela            | Tenerife Sur                | 331  | 81   | 4,086  | 13 | 20 | 24 | 25 | 6  | 20 | 16 | 23 | 5  | 28 | 13 | 16 | 11 | 13 | 23 | 20 | 12 | 11 | 6  | 6  | 6  | 14 |
| Víctor Batista       | República Dominicana | CAI Voleibol Teruel         | 282  | 70   | 4,029  | 15 | 15 | 23 | 12 | 11 | 11 | 10 | 10 | 1  | 23 | 7  | 13 | 13 | 10 | 14 | 19 | 20 | 23 |    | 18 |    | 14 |
| Francisco José Ruiz  | España               | Cajasol Juvasa              | 257  | 64   | 4,016  | 16 | 27 | 14 | 6  | 24 | 21 | 6  | 14 | 18 | 18 | 18 | 7  |    |    |    |    | 8  | 14 | 15 | 6  | 13 | 12 |

Pts = Puntos; Sets = Sets disputados con su equipo; P.P.S. = Puntos por set.
Véase también: Anexo:Jugadores de Superliga 1 y 2 masculina de voleibol (España) - Temporadas 2010-11 a 2019-20.
| Predecesor: Temporada 2009-10 | Superliga masculina de voleibol de España 2010-11 | Sucesor: Temporada 2011-12 |